# Cantonul Marchenoir
Cantonul Marchenoir este un canton din arondismentul Blois, departamentul Loir-et-Cher, regiunea Centru, Franța.

## Comune
- Autainville
- Beauvilliers
- Boisseau
- Briou
- Conan
- Concriers
- Josnes
- Lorges
- La Madeleine-Villefrouin
- Marchenoir (reședință)
- Oucques
- Le Plessis-l'Échelle
- Roches
- Saint-Laurent-des-Bois
- Saint-Léonard-en-Beauce
- Séris
- Talcy
- Villeneuve-Frouville